# Хильдеберт II
Хильдеберт II (570—595/596) — король франков из династии Меровингов. Правил в 575—595/596 годах в Австразии, а с 592 года и в Бургундии.
Имя Хильдеберт переводится с франкского как «Блистающий в битве».

## Биография

### Хильдеберт провозглашается королём
Хильдеберт II, старший сын короля Сигиберта I и Брунгильды, дочери короля вестготов Атанагильда и Гоисвинты, родился 6 апреля 570 года в день Пасхи. Когда его отец король Австразии Сигиберт I был убит в 575 году около виллы Витри, королева Брунгильда с детьми находилась в Париже. После того как ей стало известно о случившемся, она, потрясенная горем и скорбью, не знала, что ей делать, но герцог Гундовальд взял её маленького сына Хильдеберта и тайком увёз его. Неизвестно, дала ли мать согласие на это спасение, но у герцога могло не быть времени её спрашивать. Через три четверти века хронист Фредегар рассказал дивную историю о ребёнке, которого мать, находящаяся в полном отчаянии, положила в мешок и передала через окно; но это явный вымысел.
Тогда в конце 575 года всё было намного прагматичней. В Париж спешил Хильперик I, и если бы он захватил сына Брунгильды, то устранил бы его, либо убив, либо выбрив тонзуру. Как только этот ребёнок выбыл бы из числа наследников, короли Нейстрии и Бургундии по закону могли захватить и расчленить королевство Сигиберта. А ведь австразийские магнаты опасались такой аннексии, которая бы уничтожила независимость их региона и прежде всего помешала бы им управлять государством до совершеннолетия короля. Чтобы этого не допустить, им нужно было любой ценой сохранить живого Меровинга.
Поэтому, вернувшись в Австразию, герцог Гундовальд собрал бывших «верных» Сигиберта и немедленно возвёл Хильдеберта на трон 25 декабря 575 года, в праздник Рождества Христова. Королю в то время было пять лет. В среде австразийской аристократии началась борьба кланов за «регентство». Хотя никаких подробностей о ней не известно, можно понять, что вскоре верх взяла группа, которую возглавили герцог Луп и граф Гогон. Эти два человека располагали значительными козырями: Луп управлял герцогством Шампанским, главной областью восточного королевства; что касается Гогона, он благодаря группировке друзей и обязанных ему людей контролировал дворец и государственную администрацию. К тому же они представляли «пробургундскую» партию австразийской аристократии и в этом качестве могли привлечь к себе тех, кто желал реванша над Хильпериком. Чтобы узаконить свою новую власть, Гогон присвоил титул «воспитателя» короля, благодаря чему обеспечил себе фактическое регентство.
Тем не менее многие австразийские магнаты, не принадлежавшие к победившей группировке, сочли себя обиженными этим раскладом и перешли в другой лагерь. Так некий Годин, бывший полководец Сигиберта, предложил, за деньги, свои услуги Хильперику. И Сиггон также перешёл в нейстрийский дворец, где, сменив печать Сигиберта на печать Хильперика, сумел сохранить титул референдария. Оба получили земли близ Суассона — города, в который Хильперик вернулся и который вновь сделал своей столицей. Другие магнаты предпочли воспользоваться беспорядком, чтобы обогатиться. Так, герцога Берульфа, управлявшего областью между Туром и Пуатье, позже обвинили в том, что он присвоил часть сокровищницы Сигиберта.
Что касается Брунгильды, её судьба никого не заинтересовала. Может быть, австразийские магнаты были даже рады, что им не нужно вступать в переговоры с вдовой Сигиберта по поводу регентства. Когда Хильперик I наконец вступил в Париж, королева с дочерьми ещё находилась там, и он захватил их в плен. Так как оставлять её в Париже было опасно (город признавался нейтральным центром, права на который имели все франкские короли), Брунгильду и её сокровища отвезли в Руан, где Хильперик передал их под охрану Претекстату, епископу этого города. Что касается дочерей Брунгильды, их отправили в Мо, видимо, для того, чтобы разлучив мать с дочерьми, снизить опасность побега. В Руане королева Брунгильда вышла замуж за Меровея сына Хильперика, прибывшего в этот город, чтобы навестить свою мать Аудоверу, находящуюся там в изгнании. Однако вмешательство Хильперика в дела молодожёнов привело к тому, что Брунгильда была выдворена в Австразию, а Меровей был пострижен в монахи и впоследствии убит.

### Регентство Гогона
Вернувшись из Руана в Австразию, Брунгильда начала править от имени своего малолетнего сына Хильдеберта II. Но в своей деятельности она постоянно наталкивалась на сопротивления партии австразийской знати, склонявшейся на сторону Хильперика и поддерживавшей с ним связь. В это тяжелое для Брунгильды время, по рассказам Григория, она больше выступала как мать короля, чем как правительница Австразии.
Аристократические группировки, которые Сигиберту долго удавалось держать под контролем, теперь претендовали на верховную власть. Прежде всего Эгидий Реймский ждал только неверного шага Лупа и Гогона, чтобы перехватить инициативу. Светские магнаты Урсион и Бертефред тоже проявляли недопустимую независимость, и позже Григорий Турский утверждал, что оба не упускали случая унизить королеву. Брунгильда же умело лавировала между враждебными группировками, стараясь столкнуть их лбами и не становясь открыто на сторону ни одной из них. Так, например, королева стала крёстной матерью дочери пронейстрийского оппозиционера Бертефреда, оставаясь при этом протеже пробургундского регента Гогона.
Однако Брунгильда использовала и собственные возможности, чтобы выступать с инициативами. Видимо, под её влиянием в 579 году было принято решение о браке между Ингундой, старшей дочерью Брунгильды, и Герменегильдом, сыном короля вестготов Леовигильда. Всё наводит на мысль, что именно королева активно участвовала в переговорах об этом союзе. Она располагала в Испании превосходной посредницей в лице своей матери Гоисвинты, которая стала супругой Леовигильда. Тем более Григорий Турский мимоходом рассказывает, что епископ Шалона Елафий был «послан по делам королевы Брунгильды в составе посольства в Испанию», и, вероятно, ему было поручено обсудить условия брака.
Воспользовавшись своим успехом дипломатии в Испании и располагая поддержкой разных аристократических группировок, королева могла начать самостоятельно вмешиваться во внутреннюю политику Австразии. Так случилось в 580 году применительно к Родезу, где престарелый епископ Далмаций умер после того, как занимал эту должность пятьдесят шесть лет. Незадолго до выборов Гогон оказал знаки милости одному местному священнику по имени Трансобад. Но когда жители Родеза прибыли к австразийскому двору зачитать завещание Далмация и попросили дать им достойного преемника, юный Хильдеберт II велел, чтобы они избрали епископом родезского архидиакона Феодосия. Этот неожиданный провал кандидата, поддержанного Гогоном, означал, вероятно, что влияние воспитателя начало уменьшаться и что королева пытается избавиться от опеки регентов.
Смерть Гогона в 581 году дала Брунгильде возможность ещё немного приблизится к собственному сыну, а значит, к власти. Позднее хронист Фредегар даже распустит слух, что смерть регента ускорила Брунгильда. Доверять ему нет ни малейших оснований. Текст эпитафии Гогону найден, и в нём нет ни намёка на убийство. Стихотворная надпись скорее ассоциируется с официальными похоронами человека, ещё пользовавшегося полным уважением во дворце.

### Регентство Эгидия

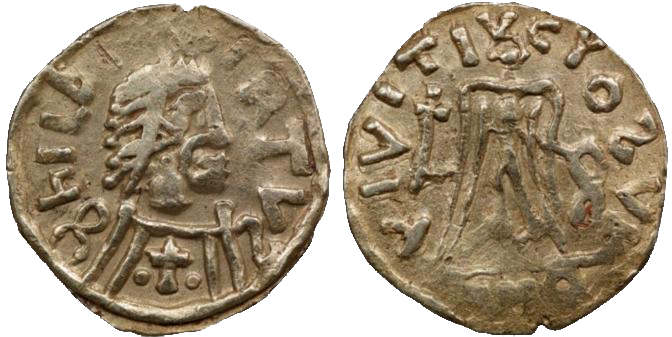
Золотой триенс Хильдеберта II. Аверс: Бюст короля повёрнутый вправо с крестом на груди. Реверс: Победа стоящая лицом и держащая в руках крест и корону. Национальная библиотека Франции. Кабинет медалей. Париж

После смерти Гогона должность воспитателя была доверена Ванделену, о котором ничего не известно, кроме того, что он не входил в число сторонников Гогона. Новыми «сильными людьми» регентства стали, похоже, Эгидий Реймский, Урсион и Бертефред, то есть пронейстрийская партия. Придя к делам, они изменили внешнюю политику королевства. От союза Хильдеберта II с Гунтрамном, какой поддерживал Гогон, отказались в пользу союза с Хильпериком I.
Такой дипломатический поворот был ловким ходом. Хильперик, перебив или потеряв всех своих сыновей, больше не имел наследников. Вступая с ним в союз, австразийцы ставили юного Хильдеберта II в положение вероятного наследника королевской власти в Нейстрии. Эгидий Ремский отправился вести переговоры об этом во дворец в Ножан-сюр-Марн. Он вернулся с договором, делавшим Хильдеберта II наследником по завещанию всех владений Хильперика.
Однако внутри королевства Австразии поворот в политике создал для Брунгильды множество неудобств. Друзья, которых Гогон поставил на все ответственные посты, были оттеснены новыми регентами, пожелавшими заменить их собственными клиентами. Под наибольшей угрозой оказался, конечно, герцог Луп, которого даже в собственном герцогстве Шампанском беспокоила крепнувшая власть реймского епископа Эгидия. Совершив несколько тайных манервов, Урсион и Бертефред набрали против него армию. В 581 году Австразия рухнула в пучину междоусобной войны, которой Гогону удавалось избегать шесть лет.
Брунгильде было нелегко выбрать, к какому лагерю примкнуть. Герцог Луп, конечно, был её покровителем в трудные моменты, но группировка, собранная Эгидием, давала возможность Хильдеберту II питать большие надежды. К тому же Брунгильда была лично заинтересована, чтобы ни одна из двух клик не одержала верх: если бы одна группа уничтожила другую, она могла бы без опаски оттеснить и королеву-мать от дел. Похоже, в сложившейся атмосфере анархии, Брунгильда, воспользовалась сложившейся ситуацией, чтобы стать над схваткой, как бы занять роль верховного арбитра и тем повысить свой политический статус. Рассказ об этом у Григория Турского, чрезвычайно колоритен и, видимо, несколько искажён, но всё же близок к истине:

«Лупа же, герцога Шампани, уже давно преследовали разного рода противники и постоянно его грабили, особенно Урсион и Бертефред. Наконец они договорились убить Лупа и выступили против него с войском. Видя это, королева Брунгильда огорчилась по поводу несправедливого преследования верного ей человека. Препоясавшись по-мужски, она ворвалась в середину строя врагов со словами: „Мужи, прошу вас, не совершайте этого зла, не преследуйте невиновного, не затевайте из-за одного человека сражения, которое может нарушить благополучие страны“. В ответ на её слова Урсион сказал: „Отойди от нас, женщина! С тебя достаточно того, что ты правила при жизни мужа. Теперь же правит твой сын, и королевство сохраняется не твоей защитой, а нашей. Ты же отойди от нас, чтобы копыта наших лошадей не смешали тебя с землёй“. В таком роде они очень долго между собой разговаривали. Наконец королева благодаря своей настойчивости удержала их от сражения. Однако когда они ушли отсюда, они ворвались в дом Лупа, разграбили всё его имущество, при этом для вида говоря, что они спрячут его в королевской казне, а сами отнесли его в свои дома, угрожая Лупу: „Живым он от нас не уйдет“. А Луп, видя, что он находится в опасности, укрыл свою жену в безопасном месте за стенами города Лана, а сам бежал к королю Гунтрамну. Принятый им любезно, он укрылся у него в ожидании, когда Хильдеберт достигнет законного возраста».
Итак, пронейстрийская клика, возглавляемая Эгидием Реймским, Урсионом и Бертефредом, победила, но, чтобы удержать в своих руках Австразию, ей ещё многое надо было сделать. Чтобы обеспечить себе власть, новая правящая группа допустила в свой состав посторонних людей. Например, она предоставила высокий пост Гунтрамну Бозону; с учётом своенравности герцога этот шаг можно было счесть рискованным. Эгидий также постарался снискать дружбу герцога Леодефрида, управлявшего от имени Хильдеберта II важным периферийным герцогством Алеманнией. Ряды группировки выросли и за счёт присоединения некоторых неожиданных людей, например Муммола, бургундского магната, поссорившегося с королём Гунтрамном; новые регенты дали ему убежище и доверили охрану пограничного города Авиньона.
Эта новая поддержка была очень кстати, потому что Австразия всё ещё находилась на грани взрыва. Так, город Лан в 581 году по-прежнему контролировали «верные» герцога Лупа. Ещё более беспокоило власти то, что в Марселе поднял мятеж Динамий, старый друг Гогона. А ведь он занимал пост ректора Прованса, то есть держал под контролем богатые южные земли королевства Австразии. Поскольку на него была возложена обязанность собирать пошлину со средиземноморской торговли, он мог также отрезать королевскую казну от этих важных источников доходов. К тому же, демонстрируя независимость по отношению к новой группе, пришедшей к власти, Динамий начал назначать своих союзников на епископские посты в Провансе, тогда как теоретически назначение епископов оставалось прерогативой дворца.
Пронейстрийская клика попыталась отреагировать на это, послав войска, чтобы вернуть себе Марсель и епископские должности, попавшие под контроль Динамия. В Провансе новые регенты могли рассчитывать на поддержку епископа Теодора Марсельского и бывшего ректора Иовиана. Однако Динамий, продолжая линию, которой всегда придерживался Гогон и Луп, вступил в союз с королём Гунтрамном и в конце 581 года предложил ему Марсель и его область.
Эта инициатива вызвала почти открытую войну между опекунами Хильдеберта II и королём Гунтрамном. Ситуация была выгодна для Хильперика, который решил воспользоваться случаем и расширить свои аквитанские владения за счёт Бургундии. Он отправил армию, чтобы захватить Перигё и Ажен; в течение 581 года оба этих города перешли под нейстрийскую власть. Годом позже Гунтрамн был вынужден поити на мирные переговоры с Хильпериком и признать завоевания сделанные его врагом.
В это время у Хильперика родился сын Теодорих, и с его появлением на свет, Хильдеберт II и Брунгильда вновь утратили надежду унаследовать Нейстрию. Эгидий с его пронейстрийской политикой теперь стал неугоден. Поэтому когда был принят план общего наступления войск Нейстрии и Австразии на Бургундию и их соединение под Буржем, австразийская армия тронулась с места со значительным запозданием. Австразийцы опоздали настолько и так удачно, что, когда под Буржем наконец появилась бургундская армия Гунтрамна, Хильперик и его люди оставались ещё без союзников. И бой пришлось принимать им одним. Потерпев тяжёлое поражение, король Нейстрии был вынужден отступить, и ему даже пришлось платить Бургундии репарации, чтобы добиться мира. Под влиянием этих событий в австразийском войске впыхнул мятеж. Простые воины кричали: «Пусть убираются с глаз короля те, которые продают его королевство, отдают его города под власть другого и отдают его народ под власть другого господина», затем все бросились убивать Эгидия и всех его приспешников. Те в страхе бежали. Это событие послужило концом правления временщика Эгидия. Сейчас трудно понять был ли этот мятеж подстроен Брунгильдой или носил спонтанный характер, но он дал возможность королеве продвинуться до верхов власти.

### Правление Брунгильды
Когда король Гунтрамн узнал о дворцовом перевороте в Австразии, он понял, что Брунгильда — объективно его союзница и что ему следует ей помочь: в начале 584 года Бургундия вернула Хильдеберту II половину налоговых доходов с Марселя, что вероятно позволило Брунгильде укрепить свою популярность у подданных, предоставив ей новые финансовые возможности. Среди сторонников Брунгильды можно назвать имя епископа Магнериха Трирского. Королева обладала также достаточной ловкостью, чтобы включить в новую правящую группировку нескольких «верных» Эгидия, согласившихся поменять лагерь. Среди них как будто угадывается и герцог Гундульф, родственник Григория Турского.
В это время у Хильперика умер его единственный двухлетний сын Теодорих. Опасаясь двойного вторжения из Австразии и Бургундии, Хильперик покинул Париж и перебрался в Камбре, где поместил казну. В то же время он приказал нейстрийским городам чинить стены, готовясь к худшему. В Камбре Фредегонда родила Хильперику ещё одного сына — Хлотаря II. Спустя несколько месяцев после рождения Хлотаря Хильперик был убит. Фредегонда написала Гунтрамну, предлагая ему стать крёстным отцом ребёнка. Взамен король Бургундии мог обеспечить себе регентство в Нейстрии до совершеннолетия короля. Конечно, на Гунтрамна легла бы моральная обязанность возвести новорождённого на трон и предоставить его матери поддержку и защиту.
Короли Австразии и Бургундии поспешили к Парижу, где находились Фредегонда и её четырёхмесячный сын, один — чтобы устранить сына Хильперика, другой — чтобы защитить его. Гунтрамн вступил в Париж первый. Хильдеберт и Брунгильда направили послов для переговоров о доступе в город, сылаясь на принцип его неделимости заключенный франкскими королями ещё в 568 году. Гунтрамн отказал, заметив, что австразийцы вероломно заключили союз с Хильпериком в 581 году, вопреки соглашениям с Бургундией, принятым в 577 году. Несмотря на этот грубый отказ, Брунгильда возобновила попытки завязать диалог, потребовав, чтобы часть королевства Хариберта, переданная в 568 году Хильперику, была по справедливости разделена между Гунтрамном и Хильдебертом II. Король Бургундии ответил, что в своё время Сигиберт I нарушил договор и вступил в Париж без разрешения братьев, позже это же сделал и Хильперик, и согласно клятве, данной ими, они лишаются своих долей в разделе королевства Хариберта, и всё оно отныне принадлежит ему одному.
Воспользовавшись собранием нейстрийской аристократии, Гунтрамн сделал юного Хлотаря своим приёмным сыном. Однако он не поставил под вопрос усыновление Хильдеберта II, которое совершил несколько лет назад. В результате Гунтрамн мог считать себя единственным настоящим и признанным государем Франкского государства и управлять им от имени своих несовершеннолетних племянников.

### Совершеннолетие Хильдеберта II
585 год в Галлии ознаменовался прежде всего делом Гундовальда — узурпатора, прибывшего с Востока и попытавшегося выкроить себе в Аквитании королевство за счёт Гунтрамна. Неизвестно, какую конкретно роль в его кровавой авантюре сыграла Брунгильда, но можно утверждать, что оба её временных союзника, Эгидий Реймский и Гунтрамн Бозон, в этом мятеже приняли участие. Гундовальд имел союзников и в Бургундии, и даже в Нейстрии такие приближённые Фредегонды, как епископ Бертрамн Бордоский, предложили ему поддержку.
Чтобы пресечь эту опасную узурпацию, Гунтрамн решил восстановить мир с Австразией. Весной 585 года он пригласил Хильдеберта II в свой дворец и поставил два трона, чтобы оба короля на равных могли судить некоторых сообщников узурпатора Гундовальда. Хильдеберту II только что исполнилось пятнадцать лет, и к нему впервые отнеслись как к совершеннолетнему государю. В присутствии магнатов обоих королевств Гунтрамн передал ему копьё и этим жестом германской инвеституры назначил единственным наследником. Хильдеберту II было возвращено и несколько австразийских городов, находившихся под бургундским контролем. Последовало несколько тайных встреч, в ходе которых дядя дал племяннику некоторые советы по управлению государством, по преимуществу касавшиеся выбора советников. Главный наказ Хильдеберту II, согласно Григорию Турскому, заключался в том, чтобы тот не оказывал доверия Эгидию Реймскому и его друзьям.
Брунгильда не участвовала в этом собрании, но о ней все помнили. Гунтрамн настойчиво подчёркивал в речи перед армией, что его племянник — совершеннолетний, дабы каждый понял, что король Австразии теперь полностью самостоятелен. И объявил Хильдеберту II, что тот теперь должен сам выбирать себе советников — иначе говоря, пусть избегает контроля со стороны матери. В самом деле, король Бургундии утверждал, что королева ведёт переписку с узурпатором Гундовальдом и поэтому к ней следует относиться с подозрением.
Однако, вернувшись в Австразию, Хильдеберт II снова доверил матери руководство делами. В наших источниках сын Брунгильды в любом возрасте выглядит на удивление блекло. А ведь этот принц был воспитан утончённым Гогоном, он не был ни умственно отсталым, ни невежественным. Венанций Фортунат даже посвящал ему стихи, представляющие собой сложные литературные упражнения, для наслаждения которыми требовалось знание латыни в совершенстве и некоторая гибкость ума. Но, видимо, у Хильдеберта II, в отличие от многих родственников, не было политической жилки. Кстати, единственным удовольствием, известным юному королю, была ловля рыбы сетью. Конечно, в раннем средневековье ловля лосося не представляла собой ничего постыдного, и любой аристократ мог предаваться ей, не унижая себя. Сам регент Гогон имел репутацию искусного рыбака. Но большинство меровингских правителей всё-таки предпочитало охотится на оленя или тура, поскольку тем самым они могли показать подданным свою силу и ловкость. Такой король-рыболов, как Хильдеберт II, должен был выглядеть очень странно.
Брунгильда, правда, приняла все возможные меры предосторожности, чтобы царственный отпрыск не вышел из под её контроля. Когда в 585 году умер «воспитатель» Ванделен, она отказалась его кем-то заменять — не по причине совершеннолетия короля, а потому, что она «захотела сама заботиться о сыне». Она дополнительно укрепила своё влияние, женив Хильдеберта на девушке по имени Файлевба. Неизвестно даже, была ли та по происхождению свободной или рабыней, и ничто не позволяет утверждать, что это была дама из знатного рода. Этот малопрестижный брак почти не принёс пользы королю Австразии, но удовлетворил Брунгильду, которая, вероятно, опасалась, как бы иностранная принцесса или знатная аристократка, взойдя на ложе короля, не потеснила её во дворце. Так, хронист Фредегар утверждает, что Хильдеберт II был помолвлен с баварской принцессой Теоделиндой, но Брунгильда не допустила их брака. Даже если этот слух остаётся очень сомнительным, очевидно, что низкородная невестка представляла меньшую угрозу для королевы-матери. Григорию Турскому, вероятно, этот мезальянс не понравился, потому что о свадьбе он не упоминает. Однако когда Файлевба появляется в его «Истории», она выглядит верной союзницей Брунгильды. Хорошие отношения между Брунгильдой и Файлевбой подтверждает и Фортунат.
Королева-мать не только плотно контролировала сына, но ещё и населяла австразийский двор своими союзниками и клиентами. Отныне никто не мог не знать, что только Брунгильда обладает настоящей властью, стоя за троном. Изгнанники обращались к регентше, а не к Хильдеберту II. Так, Брунгильда оказала покровительство Ваддону, бывшему майордому Ригунты, оказавшемуся замешанным в деле Гундовальда. Ещё более любопытно, что она даровала прощение епископу Теодору Марсельскому, принявшего узурпатора с распростёртыми объятиями. А когда знатный человек Хульдерик по прозвищу «Сакс» впал в немилость у короля Гунтрамна, он нашёл убежище у королевы, сделавшей его герцогом австразийских владений в Аквитании.

### Брунгильда и Гунтрамн
Авторитет Брунгильды вскоре стал вызывать беспокойство у Гунтрамна, мешая ему самому контролировать Хильдеберта II. На свидании весной 585 года король Бургундии добился от Хильдеберта согласия на проведение собора в Труа. Но Брунгильда, узнав об этом, поспешила предостеречь сына от опасностей, какие таило такое собрание, и получила от него заверение, что австразийские епископы там участвовать не будут. Гунтрамн рассердился и направил к Хильдеберту посла, чтобы напомнить ему об обещании. Прибыв во дворец в Кобленце, последний предстал перед двором и зачитал призыв, закончил речь следующим риторическим вопросом: «Или, быть может, недобрые люди посеяли между вами семена раздора?» Все прекрасно поняли, кто имеется в виду, и поскольку король в смущении молчал, ответил Григорий Турский. Он заявил, что у Хильдеберта нет иного отца, кроме Гунтрамна, и у Гунтрамна нет иного сына, кроме Хильдеберта; если дело тем и ограничится, согласие возможно. Это было достаточно, чтобы посол понял: австразийцы примут участие в общем соборе, только если король Бургундии согласится прекратить покровительство Хлотарю II и лишит его наследства. Однако Гунтрамн предпочёл поддерживать равновесие в отношениях между обоими племянниками, то есть фактически между невестками. Престиж которым пользовался король Бургундии побудил задуматься о будущем. Заставить Гунтрамна отказаться от поддержки Хлотаря II было решительно невозможно. Продолжение жестов, враждебных по отношению к нему, грозило тем, что Хильдеберт II мог лишиться наследства. Лучше было попытаться восстановить нормальные отношения.
Настоящее потепление отношений между Австразией и Бургундией ознаменовала ситуация с Ингундой. Действительно, в конце 585 года стало известно, что дочь, выданная Брунгильдой замуж в Испанию, умерла и что косвенным виновником её кончины был король Леовигильд. Гунтрамн, давно зарившийся на богатую вестготскую провинцию Септиманию, увидел в лице племянницы предлог для войны с вестготами. А пока король Бургундии двигался к своей южной границе, его солдаты перехватили — при удивительно неясных обстоятельствах — письмо, якобы написанное Леовигильдом и адресованное Фредегонде. Его текст был обнародован: 

«Наших врагов, то есть Хильдеберта и его мать, быстро уничтожьте и заключите мир с королём Гунтрамном, подкупив его большой суммой денег. А если у вас, может быть, мало денег, мы вам тайно вышлем, только выполните то, чего мы добиваемся. Когда же мы отомстим нашим врагам, тогда щедро вознаградите епископа Амелия и матрону Леобу, благодаря которым наши послы имеют к вам доступ».
Было ли это письмо подлинным или фальшивкой, которую заказала Брунгильда, сейчас определённо сказать невозможно. Содержание бесспорно походило на правду. Амелий был епископом Бигоррским, а дипломатические обмены конца VI начала VII веков показывают, что для вестготов было обычным делом подкупать прелатов пиренейских предгорий, чтобы заключать тайные сделки во Франкском королевстве. Леоба же доводилась тещей герцогу Бладасту, полководцу, который изменил Гунтрамну и перешёл на сторону Гундовальда, но был помилован.
Поэтому король Гунтрамн сомневался, как расценивать предполагаемое письмо Леовигильда. Не меняя позиции по отношению к Фредегонде, он предупредил Брунгильду и Хильдеберта II об угрозе покушения, нависшей над ними. Возможно, он это сделал вовремя, потому что в Суассоне обнаружили двух клириков, переодетых нищими и имевших при себе отравленные скрамасаксы. Под пытками они признались, что Фредегонда послала их убить короля Хильдеберта II или, если не получится, королеву Брунгильду. Фредегонда, опираясь на знать Нейстрии, начинала вести себя всё более и более независимо от бургундского короля и это не могло не настораживать Гунтрамна.
С 587 года между Австразией и Бургундией восстановилось согласие. Благодаря активной дипломатии Брунгильды у обоих королевств теперь были общие враги: лангобарды, вестготы, и, даже если ничего подобного ещё не было объявлено официально, нейстрийцы Фредегонды. Отныне тесный союз между Мецем и Шалоном мог быть только выгоден обоим. Король Гунтрамн это хорошо понял. В знак доброй воли он вернул Австразии контроль над западной частью Прованса, который прежде сохранял в качестве средства давления. Он уступил и Альби, аквитанский город, которым некогда владел Сигиберт I. Дворец Брунгильды также мог снова назначить чиновников в Эр-сюр-Адур и в Беарн.

### Заговор Раухинга
Однако король Бургундии колебался, решая, стоит ли кого-либо из племянников делать единственным наследником. Брунгильда почувствовала: чтобы развеять последние сомнения старого повелителя, надо сделать жест. Она решила выдать ему головы тех, кто в своё время поддержал узурпатора Гундовальда и кому король Гунтрамн решительно отказывал в прощении. Поэтому австразийский двор приказал арестовать герцога Гунтрамна Бозона. Падение лучшего заговорщика Австразии встревожило людей из клики Эгидия, которых регентша пока не беспокоила, хотя и отстранила от власти. Урсион и Бертефред начали особо волноваться и распускать слухи порочащие Брунгильду. Для надёжности они вступили в союз с герцогом Раухингом, могущественным властителем Суассона. Тот ещё оставался при дворе, потому что недавно оказал королеве важные услуги. К тому же он был сказачно богат, и поговаривали, что в его жилах течёт настоящая кровь Меровингов (сам он утверждал, что является сыном короля Хлотаря I). Во многих отношениях этот человек походил на узурпатора Гундовальда, а король Гунтрамн находил это сходство чрезмерным. Он написал Хильдеберту II, что друзья Эгидия сплели заговор, чтобы убить их — его и мать. И добавил, что Раухинг планирует захватить регентство над Восточной Франкией от имени маленького Теодеберта II, тогда как Урсион и Бертефред имеют виды на Прованс и Овернь, желая стать их хозяевами от имени Теодориха II.
Существовал ли этот заговор в реальности — вопрос спорный. Со своими ресурсами и связями Раухинг, вероятно, имел возможность захватить власть. Устранение подозрительной партии было осуществлено незамедлительно. Раухинга вызвали во дворец на частную аудиенцию, и пока он туда ехал, королевские агенты конфисковали всё его имущество, оставив мятежников без финансовых средств. Не зная, что уже разорён и обречён на смерть, герцог Суассонский беседовал с королём в покоях последнего. На выходе на него внезапно напали дворцовые стражники и убили. Когда об этой расправе стало известно, Урсион и Бертефред были уже не в состоянии бороться. Им удалось лишь укрыться на собственных землях, на Маасе и Мозеле, в обществе последних «верных». Брунгильда ловко предложила Бертефреду прощение. Она сочла его менее виновным и напомнила о духовном родстве, которое их объединяло, ведь она была крёстной матерью его дочери. Однако Бертефред отверг предложение и оба они, сначала Урсион, а затем и Бертефред были умерщвлены. В эти дни многие, боясь короля, ушли в другие области. Некоторые же были отстранены от высоких должностей, а их место заняли другие. Леодефрид, герцог алеманнов, также оказался в немилости, но ему удалось бежать и скрыться. Вместо него герцогом был поставлен Унцелен.

### Анделотский договор

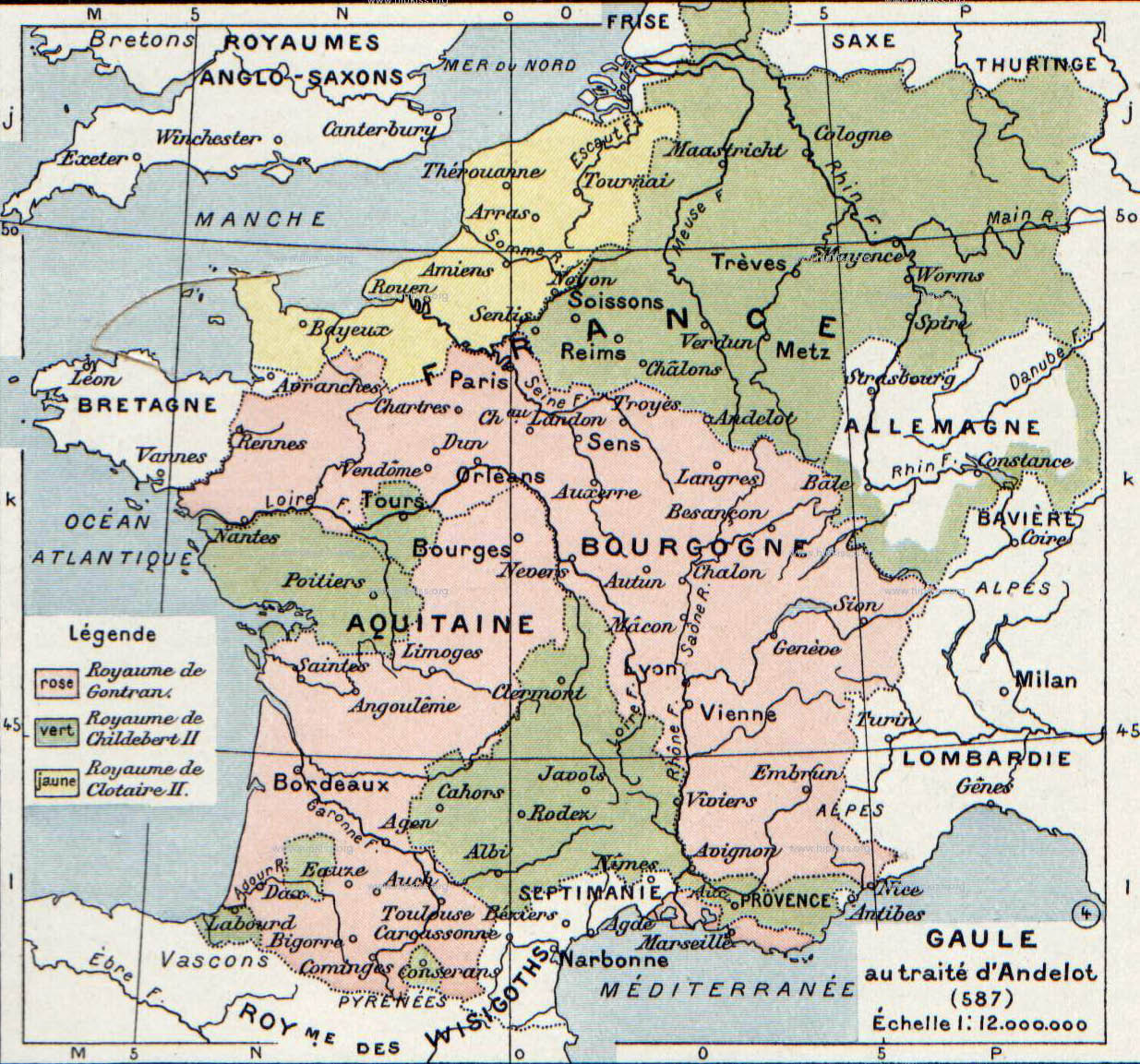
Владения Хильдеберта II (выделено зелёным)

После полного разгрома партии Эгидия всё было готово для примирения между Хильдебертом II и Гунтрамном. Встреча между дядей и племянником была назначена на ноябрь 587 года в Андело, близ Шомона. На сей раз Брунгильда сделала всё, чтобы свидание между сыном и Гунтрамном произошло под её контролем. Она лично приехала для присутствия на встрече в сопровождении главных союзников, а именно своей дочери Хлодосвинты, невестки Файлевбы и советника Магнериха Трирского.
Австразийцы привезли с собой в Андело герцога Гунтрамна Бозона, который всё ещё был их пленником. Король Гунтрамн решил немедленно заставить его поплатиться за союз с Гундовальдом и после скорого суда в присутствии Хильдеберта II приговорил его к смерти. Тогда Гунтрамн Бозон сделал отчаянный ход, укрывшись в доме, где остановился Магнерих Трирский. Взяв прелата в заложники, герцог потребовал, чтобы тот добивался его прощения. Поскольку Магнерих медлил, король приказал поджечь здание, где тот находился. Епископ был обязан жизнью только смелости своих клириков, сумевших вытащить его из пожара, Что до Гунтрамна Бозона, он всё-таки вышел из горящего здания с мечом в руке. Солдаты Хильдеберта II и Гунтрамна одновременно метнули в него дротики. Григорий Турский сообщает: копий было так много, что тело герцога, пронзённое ими как подушечка для булавок, некоторое время держалось на весу. Так кровь старого заговорщика скрепила договор королей.
Со своей стороны бургундцы привезли Брунгильде ректора Динамия, высокопоставленного чиновника, спровоцировавшего в 581 году отпадение Марселя, и герцога Лупа, бывшего регента, который в своё время был вынужден бежать от Урсиона и Бертефреда. Хильдеберт II принял их обратно, но их реабилитация была не помилованием, а возвращением к власти в тот момент, когда их бывшие враги были повергнуты в прах.
После этой интермедии Гунтрамн, Хильдеберт и Брунгильда начали настоящие переговоры в присутствии мнногочисленных епископов и светских магнатов обоих королевств. Благодаря Григорию Турскому текст соглашения достигнутого 28 ноября 587 года сохранился полностью. С первого взгляда Анделотский договор может показаться крайне выгодным для короля Гунтрамна. В самом деле, он получил вечный мир с Австразией, гарантированный многочисленными заверениями в дружбе. За владыкой Бургундии признавалось также владение некоторым количеством крепостей, отошедших к Сигиберту I по смерти Хариберта I, а именно Шатодёном и Вандомом, так же как укреплениями в области Шартра и Этампа. В обмен на эти территориальные уступки Гунтрамн признал за Хильдебертом II полную собственность на Мо, Тур, Пуатье, Авранш, Эр-сюр-Адур, Кузеран, Лабур и Альби, то есть на города, которые Брунгильде уже удалось вернуть, силой или дипломатическими методами с 584 года. Король Австразии получал также две трети Санлиса с правом приобретения третьей части, принадлежащей Гунтрамну, в обмен на владения, расположенные в Рессоне, близ Уазы.
Таким образом, в Андело Хильдеберт II отказался от части своего законного наследства. Но взамен он приобретал существенные надежды. В самом деле, пакт оговаривал, что по смерти Гунтрамна всё его королевство перейдёт под австразийскую власть. Если же Хильдеберт II скончается первым, то Гунтрамн вырастит его сыновей Теодеберта II и Теодориха II, чтобы они могли унаследовать оба королевства.
Брунгильде, естественно, были выгодны приобретения и надежды Хильдеберта II. Но, она постаралась закрепить и свои личные права. В Андело регентша прежде всего добилась официального признания своей власти: её имя наравне с именами Гунтрамна и Хильдеберта было вписано в шапку договора. Брунгильда выдвинула и более практичные притязания, потребовав, чтобы ей передали «утренний дар» Галесвинты. Король Бургундии торговался и тянул время: он вернул Брунгильде город Каор, но оговорил, чтобы она не вступала во владение Бордо, Лиможем, Беарном и Бигорром, прежде чем он сам, Гунтрамн, не умрёт.
Хлодосвинта, дочь Брунгильды, Файлевба, её невестка, и Хлодехильда, единственная оставшаяся в живых дочь Гунтрамна, также добились письменной фиксации своих прав: в каком бы порядке ни ушли из жизни мужчины из меровингского рода, короли гарантировали этим дамам, что никто не лишит их рент или движимого и недвижимого имущества.
Короли также договорились обменяться перебежчиками, которых они приняли во время междоусобной войны, а также обязались не принимать в будущем беглецов из другого королевства. Зато между Австразией и Бургундией обеспечивалось свободное передвижение путников и купцов.
В Анделотском договоре нет упоминаний ни о Фредегонде, ни о Хлотаре II. Имя маленького короля Руана не было использовано даже для датировки официального текста договора, и это значило, что даже Гунтрамн не рассматривал его как настоящего государя.

### Восстановление контроля над Австразией
Эгидию Реймскому, вождю клики, из которой он почти последний остался в живых, Брунгильда предложила примирение. Прелат должен был заплатить за это: он принёс Хильдеберту II многочисленные дары, а тот взамен даровал ему прощение. Герцог Луп тоже заключил частный мир с епископом Реймским, вынудившим его в 581 году уйти в изгнание, что однако очень огорчило короля Гунтрамн, так как Луп обещал ему никогда не заключать с Эгидием мира. Также был реабилитирован епископ Теодор Марсельский; Брунгильда и Гунтрамн договорились оставить его на своём посту.
Во времена, когда Брунгильде приходилось угождать всем кликам, дворец наполнился лицами, верность которых иногда вызывала сомнения. Так, в 589 году она не допустила дворцового переворота, организаторами которого были Дроктульф, воспитатель её внуков, и их кормилица Септимина. Заговорщики намеревались убедить Хильдеберта II изгнать мать и жену, а если это не удастся, то убить короля и поставить на его место его детей. Королева Файлевба прослышала о заговоре, когда лежала в постели, после того как произвела на свет мёртвого ребёнка. Она предупредила Брунгильду, которая быстро отреагировала, арестовав обоих заговорщиков. Под пыткой они признали свою виновность и в качестве сообщников назвали графа королевской конюшни (коннетабля) Суннегизила и референдария Галломагна. Состоялся суд и король вынес сравнительно мягкий приговор: Септимину и Дроктульфа отдали в рабство, тогда как Суннегизила и Галломагна обрекли на изгнание. Гунтрамн ходатайствовал о помиловании обоих последних и добился, чтобы их просто лишили должностей.
Тревогу вызывала ситуация сложившаяся вокруг города Суассона. Ранее он принадлежал Нейстрии, но правили в нём австразийцы, с тех пор как в их лагерь перешёл герцог Раухинг. Но после того как последний был убит, Фредегонда в любой момент могла попытаться вернуть город себе. Пытаясь предупредить ситуацию и застраховать себя от любой измены в этом регионе, Брунгильда решила в августе 589 года сделать своего маленького внука Теодеберта II королём Суассона. Григорий Турский даже утверждает, что эта инициатива исходила от суассонских магнатов, обратившихся к Хильдеберту II с просьбой дать им в короли одного из своих сыновей. В 590 году нейстрийский дворец организовал новое покушение на Хильдеберта II и маленького суассонского короля Теодеберта II. Фредегонда, действовавшая с размахом, на сей раз послала две команды по шесть убийц, чтобы убрать отца и сына. Эту попытку обезвредили чрезвычайно умело. После этого Брунгильда не собиралась оставлять в королевском окружении никого, кто бы симпатизировал Нейстрии. Поскольку ей были нужны имена, она подвергла пытке Суннегизила, и тот признался во всём, чего от него ожидали. В частности, он обвинил себя в том, что шесть лет назад был заказчиком убийства Хильперика. Тем самым он реабилитировал Брунгильду. Потом бывший коннетабль сообщил, что в заговоре Раухинга участвовал Эгидий Реймский. Эгидия арестовали, и дворец велел на середину ноября 590 года созвать в Меце судебный собор. Епископа обвинили в том, что он чрезмерно обогатился в период своего регентства, заставив ребёнка Хильдеберта отдать некоторые поместья из фиска, что он готовил покушение на убийство Хильдеберта II и Брунгильды, что он проводил политику направленную на союз с Нейстрией и стравливание королей Хильперика и Гунтрамна, приведшую к кровавой битве при Бурже в 583 году, а также получал деньги и подарки от короля Хильперика за продолжение союза. Эгидий сознался во всём, и хотя ему за это полагалась смерть, он был просто снят с должности, исключён из духовного сословия и выслан в Страсбург. Судьба Эгидия наглядно продемонстрировала политику Брунгильды в междоусобных войнах. Королева соблюдала формальности и, в отличие от Фредегонды и даже Гунтрамна, похоже, не верила в назидательный характер смертной казни. Магнаты, признавшие свои проступки, всегда получали пощаду, потому что могли когда-нибудь оказаться полезными.
Около 590 года Хильдеберт II и Брунгильда, похоже, сумели мирным путём присоединить Турне, воспользовавшись политической ошибкой Фредегонды, обидевшей жителей города.

### Походы в Италию
В 582 или 583 году между императором Византии Маврикием с одной стороны и Хильдебертом и Брунгильдой с другой было заключено соглашение на таких условиях: Маврикий платит 50 000 золотых солидов королю Австразии за экспедицию в Италию против лангобардов. В 584 году Хильдеберт решил выполнить своё обещание и перейти через Альпы. Результат этого похода не очень ясен. Если Григорий Турский и Павел Диакон говорят о подчинении лангобардов, заплативших франкам за заключение сепаратного мира, то хронист Иоанн Бикларский упоминает резню, в которой сильно пострадали обе армии. В любом случае это не устраивало Маврикия, и он потребовал возвращения денег. Хильдеберт послал посольство в Византию, чтобы засвидетельствовать искренность своих намерений. В 585 году Хильдеберт вновь отправил в Италию армию, но её военачальники не ладили между собой, франки поссорились с алеманнами, и экспедиция успеха не имела. В 588 году, в то время как новое посольство от Хильдеберта и Брунгильды отправилось в Константинополь, франкская армия перешла Альпы. Король Аутари двинулся против них со своей армией, и нанёс им такое жесточайшее поражение, какого франки нигде больше не помнят. Немногие оставшиеся в живых из франков вернулись в Галлию.
В 589 году Брунгильда и Хильдеберт готовили новый поход в Италию, когда король лангобардов Аутари прислал к ней посольство, предлагая мир и обещая взамен ежегодно платить дань. Брунгильда согласилась, официально испросив разрешение у старого короля Гунтрамна. Однако в дальнейшем лангобарды не выполнили условий договора. Несомненно, 589 годом следует датировать заключение брака между Аутари и баварской принцессой Теоделиндой. Бавария была государством, подчинённым Австразии, и Брунгильда, вероятно, заставила герцога баваров Гарибальда отдать дочь, чтобы закрепить мир с Аутари. Хотя возможен и обратный вариант развития событий; этот брак мог быть следствием заключения оборонительного союза между баварами и лангобардами против франков.
В 590 году Хильдеберт опять послал в Италию сильное войско во главе с 20 герцогами, то есть в экспедиции участвовали почти все крупные чиновники, какими располагала Австразия. Со своей стороны Маврикий послал в Италию патриция с небольшой армией, и экзарх Италии Роман выступил из Равенны с войсками. Несомненно речь шла об одновременном нападении на лангобардов с двух сторон, чтобы взять их «в клещи» и не допустить прежних провалов, когда франки или византийцы действовали по отдельности. Аудуальд с шестью герцогами устремился к Милану, где встал лагерем, ожидая обещанных византийцами подкреплений, но они так и не подошли. Герцог Олон напал на Беллинцонскую крепость, но был там ранен дротиком и умер, а его люди, занятые грабежами, рассеяны лангобардами. Герцог Хедин с 13 герцогами дошёл до Вероны и осадил этот город. Коалиционным силам в совокупности удалось захватить большое количество италийских городов, в том числе Модену, Альтино и Мантую. Король Аутари, теснимый противником, был вынужден запереться в Павии. Некоторые лангобардские герцоги даже начали переговоры о переходе в лагерь противника. На какой-то момент могло показаться, что лангобардов окончательно истребят. Между тем наступило лето, и в войске франков разыгрался из-за непривычной давящей жары страшный понос, отчего многие умерли. Лангобарды заперлись в своих крепостях, и франки ничего не могли с ними поделать. Проведя три месяца в Италии, ослабленное непривычным климатом и голодом, франкское войско решило вернуться домой. По пути их постиг такой голод, что они отдавали свои собственные одежды и даже — оружие, дабы купить еду, пока не достигли своей страны. Узнав об этих событиях, экзарх Роман написал Хильдеберту II и Брунгильде письмо, жалуясь от имени императора на дезертирство франков и требуя нового похода.
По удалении франков, Аутари послал послов к Гунтрамну, пытаясь с помощью бургундского короля добиться мира с Хильдебертом II и Брунгильдой. Однако во время переговоров Аутари умер 5 сентября 590 года. Договор, заключенный с преемником Аутари Агилульфом в 591 году, положил конец вражде. В знак доброй воли королева Брунгильда выкупила на личные средства пленников, которых её армия захватила в 590 году, и передала их епископу Агнеллу Тридентскому, прибывшему во Франкское королевство в качестве посла короля Агилульфа. Видимо, кое-какую выгоду Австразия с этого похода всё же получила, так как Григорий Турский утверждает, что поход 590 года «вернул под власть короля те земли, которыми раньше владел его отец». Предприятие Хильдеберта, по-видимому, преследовало только личные цели отвоевать старые владения франков. Король Хильдеберт, неверный своему слову, не оправдал надежд императора Маврикия, который полагал иметь в нём союзника против лангобардов.

### Отношения с вестготами
Как уже упоминалось выше, Брунгильда отдала в Вестготское государство свою дочь Ингунду, выдав её за Герменегильда, старшего сына вестготского короля Леовигильда. Вскоре Ингунда родила мальчика, названного Атанагильдом в честь прадеда. Однако в 579 или 580 году Герменегильд восстал против отца и вовлёк в свой мятеж Севилью и всю провинцию Бетику. Вестготские источники утверждают, что замысел восстания принадлежал Гоисвинте, второй жене Леовигильда. Григорий Турский предпочитает выдвигать на первый план фигуру Ингунды. Некоторые современные историки считают, что на самом деле за всё ответствен скорей византийский император, которому была очевидно выгодна междоусобная война у вестготов. Да и сам принц Герменегильд, пытаясь поскорей получить королевское наследство, следовал и собственным желаниям.
В конце концов Германегильд потерпел поражение, попал в плен и вскоре был убит при довольно загадочных обстоятельствах. Прежде чем попасть в плен, Герменегильд успел совершить последний поступок, чреватый последствиями, — он отправил жену и сына искать убежище в императорских гарнизонах на побережье. В дальнейшем, Ингунда, вроде как, умерла не то в Африке, не то на Сицилии, по пути следования в Константинополь, а её маленький сын благополучно прибыл в византийскую столицу и содержался там как почётный заложник. Брунгильда предпринимала неоднократные попытки вернуть внука. Она написала множество писем самому императору, его родне, верховным сановникам, церковным иерархам, вплоть до сына Маврикия которому на то время был всего год от роду. Также она посылала многочисленные посольства к константинопольскому двору. Маврикий не отпускал Атанагильда, используя его как заложника и пытаясь заставить франков совершить поход в Италию и выбить оттуда лангобардов.
Король Гунтрамн принял смерть Ингунды в изгнании близко к сердцу и возлагал за неё ответственность на Леовигильда. Во всяком случае, этот предлог позволял ему проводить набеги на Септиманию, которую он очень рассчитывал завоевать. В военные действия против вестготов вмешался и Хильдеберт II и, согласно Григорию Турскому, начал собирать войско, которому он приказал направиться в Испанию, но потом отказался от этого, по утверждению же Павла Диакона, он вёл войну с испанцами и победил их в одном сражении. Весной 586 года Леовигильд умер и ему наследовал его сын Реккаред I. Новый вестготский король начал добиваться мира с франками. Хотя Гунтрамн ни в какую не шёл на мирные переговоры, Хильдеберт тепло принял вестготское посольство, согласился подписать мир и осыпал послов подарками. Так, по крайней мере, сообщает Григорий Турский. Вестготская дипломатическая переписка показывает, что на самом деле испанцам пришлось уступить Австразии территории в Септимании, вокруг деревень Жювиньяк и Корнейям, находящихся ныне в департаменте Эро. Новое посольство вестготов, направленное в Австразию в конце 587 года, привезло для Брунгильды вергельд в 10 000 золотых солидов как компенсацию за смерть дочери. Брунгильда приняла вергельд и даже договорилась с вестготскими послами отдать свою дочь Хлодосвинту за Реккареда, при условии, что на это согласится Гунтрамн. В 588 году Брунгильда поручила Григорию Турскому поехать к бургундскому королю за согласием. Гунтрамн наконец уступил, в обмен на обещание, что Австразия будет скрупулёзно соблюдать статьи Анделотского пакта. Однако, устранение в скором времени в Вестготском королевстве Гоисвинты, матери Брунгильды, обвинённой в государственной измене, вызвало новый очаг напряжённости во франко-вестготских отношениях. Несмотря на то, что помолвка между Реккаредом и Хлодосвинтой была, похоже, уже заключена, и Брунгильда даже отослала в Испанию дипломатические подарки в виде золотого щита и ценных чаш, свадьбу немедленно отменили, и чтобы рассеять всякую надежду на возобновление переговоров, Реккаред женился на вестготке по имени Баддо.

### Хильдеберт вступает в наследство Гунтрамна
28 марта 592 года умер король Гунтрамн. Согласно Анделотскому договору 587 года Хильдеберт наследовал его королевство. Передача бургундских владений австразийскому королю произошла без каких-либо затруднений, во всяком случае, ни о каких волнениях, связанных с этим, не известно. Отныне в распоряжении Брунгильды и её сына находилось почти всё Франкское королевство Хлотаря I; Фредегонде удалось сохранить юному Хлотарю II трон Нейстрии, на то время охватывающей небольшую территорию на северо-западе Франкского государства.
Брунгильде оставалось ещё уладить административные формальности объединения обоих государств. Так, в 592 году оба двора, австразийский и бургундский, вроде как слились. Точно также австразийский Прованс с центром в Марселе и бургундский Прованс с центром в Арле были объединены в единую провинцию, где пост патриция получил старый союзник королевы Динамий. Однако два десятка лет, в течение которых восточные франки и франки долины Роны были разобщены, оставили свой след. В результате, если для королевы Брунгильды и её сына Хильдеберта II воссоединение было триумфом, то самых честолюбивых магнатов, стремящихся к карьере как в том, так и в другом королевстве, оно могло обеспокоить. Возможно, чиновников короля Гунтрамна особо тревожило слияние обоих бывших дворов, грозившее лишить их поста. Чтобы их успокоить, Брунгильда открыла бывшим крупным сановникам Бургундии широкий доступ в свою администрацию. Так, референдарий Асклепиодот мог без перерыва продолжить свою блестящую карьеру. Похоже, королева также взяла к себе на службу патриция Заюрской Бургундии Вандальмара и герцога Бозона, когда-то командовавшего армией короля Гунтрамна во время войны с Гундовальдом.
Надо было ободрить и австразийских магнатов, которые могли бы опасаться, что объединение обоих королевств пойдёт им во вред. Поэтому Брунгильда продолжала доверять важные миссии и восточным франкам, в частности, герцогу Шампани Витриону. При всех стараниях щадить чьё-то самолюбие география власти в самом деле быстро изменилась. Традиционные центры австразийской власти, как Реймс или Мец, после воссоединения оказались подзабытыми. И собрание «Австразийских писем» вскоре после 591 года обрывается, словно с этого года дипломатическое досье Брунгильды больше не хранились в архивах Трира. Епископ Магнерих Трирский официально занимал при королеве пост министра иностранных дел, но в начале 590-х годов он умер; видимо, его преемника Гундериха королева не жаловала тем же доверием. Аннексия Бургундии сместила центр тяжести королевства к югу. Похоже, Брунгильда отдала предпочтение городу Отёну на границе Бургундии и Австразии. Епископ этого города Сиагрий стал одним из её приближённых — настолько близким, что Григорий Великий воспринимал его как дипломатического советника королевы и просил его ходатайствовать перед франкскими королями по италийским делам.

### Последние годы жизни
О последних годах правления Хильдеберта II известно сравнительно мало. Связано это с тем, что в начале 590-х годов умер Григорий Турский, даже не успев дописать свою «Историю» до последних годов своей жизни. В это же время по какой-то причине отложил перо и Венанций Фортунат. Отныне, чтобы следить за хронологией событий, нам приходится, за неимением лучшего, довольствоваться «Хроникой» Фредегара, произведением, составленным более чем через полвека после описываемых событий и не свободным от тенденциозных убеждений.
После объединения Австразии и Бургундии можно было ожидать, что Брунгильда и Хильдеберт II, которые отныне располагали значительно большей военной силой, попытаются уничтожить своих врагов Фредегонду и Хлотаря II. Однако этого не случилось. В 592 или 593 году Брунгильда довольствовалась тем, что организовала один поход на Нейстрию — жестокий, но недолгий. Произошло одно сражение с неясным исходом — вероятно, при Друази в области Суассона. Обе стороны понесли огромные потери. Потом военные действия прекратились и в последующие годы не возобновлялись. Вероятно, Брунгильда пыталась взять под контроль города Парижского бассейна, которые с 584 по 592 года находились под властью Гунтрамна и согласно Анделотскому договору должны были отойти Хильдеберту II, но на которые выдвинула притязания Нейстрия.
Впрочем, настоящую опасность, грозившую королевству Хильдеберта II, создавала не Нейстрия, а скорей центробежные поползновения периферийных княжеств. Лет десять многие из них пользовались трениями между франкскими королями, чтобы присвоить новые свободы. Чтобы Меровингам сохранить целостность королевства, они должны были напоминать вассальным государствам о себе.
Постоянную проблему составляли царьки Бретани. Когда Меровинги бывали сильны и едины, те изображали из себя верных подданных франков. Но как только нажим ослабевал, те же бретоны вновь находили себе короля и провозглашали независимость. Уже Гунтрамн в 590 году был вынужден организовать поход, чтобы подавить восстание в Бретани, но не совсем удачно. Регион по-прежнему был охвачен восстанием, и в 594 году Хильдеберт II вновь направил туда бургундо-австразийские войска. Непохоже, что армия франков особо блестяще провела эту компанию, тем не менее ситуация была стабилизирована.
В следующем, 595 году восстали уже варны. Об этом вассальном народе Меровингов, проживавшем между Тюрингией и Северным морем, известно мало. На сей раз франки добились бесспорной победы. В бою пало так много варнов, что из всего народа лишь немногие остались в живых. Франкский протекторат над этим регионом был восстановлен.
Определённые вольности по отношению к меровингской опеке усвоили и бавары. Так, в самом конце 580-х годов «король баваров» Гарибальд I, похоже, всё более явно демонстрировал независимость. Поскольку его княжество служило для Франкского королевства военной маркой, защищавшей от угроз со стороны лангобардов и славян, франки послали войска, чтобы его урезонить. Хильдеберт II лично возвёл на трон нового «короля» баваров Тассилона I, несомненно в начале 590-х годов. Однако при этом назначении был соблюден негласный принцип, требовавший, чтобы своего представителя в Баварии Меровинги всегда выбирали внутри одного и того же рода — Агилольфингов, имевшего кровнородственные связи с австразийскими королями.
Зато за рубежом франкские армии не провели ни одной крупной операции. Возможно, в таковых не было необходимости. Лангобарды ежегодно платили дань, сумма которой составляла 12 000 золотых солидов. При том, дань, добытая дипломатическим путём, полностью поступала в казну, тогда как военная добыча оставалась в руках солдат. Таким образом, мир был вдвойне выгодным для дворца: он наполнял сундуки, при этом не давая магнатам обогащаться в ущерб казне.

### Законодательная деятельность
Объединив королевства Австразии и Бургундии, Хильдеберт II решил сформулировать положение права. Масштаб его законодательной деятельности 590-х годов точно неизвестен. До нас дошёл один-единственный текст — «Постановление Хильдеберта» («Decretio Childeberti»), датированный 29 февраля 595 года. На самом деле этот документ представляет собой отчёт о трёх судебных собраниях, состоявшихся в Андернахе в 593 году, в Маастрихте в 594 году и в Кёльне в 595 году, в ходе которых якобы были приняты новые законы. Такая география собраний как будто показывает, что на первый план выступала австразийская составляющая королевства Хильдеберта II. Однако текст подписал специалист по учёному праву референдарий Асклепиодот, то есть магнат из бывшей Бургундии.
«Постановление Хильдеберта» сохраняло принцип «персонального права», в отдельных статьях ставя «франков» и «римлян» в разное положение. Тем не менее возникает впечатление, что для законодателя эти категории начали терять отчётливость. Возможно, он даже пытался выйти за их пределы, потому что некоторые законы распространяются на всех подданных короля, невзирая на этнические (римляне, франки, алеманны…) или политические (австразийцы, бургундцы) различия последних.
Кроме того, государство Хильдеберта позиционировало себя как христианское. Поэтому большинство положений «Постановления» направлено на христианизацию обычаев. Самое примечательное предусматривает гражданские наказания для тех, кто пренебрегает обязательным воскресным отдыхом. Кроме того, Хильдеберт II согласился дать законное подтверждение запретам на кровосмешение, которые были сделаны в постановлениях Второго Маконского собора 585 года. Видимо, при помощи новых законов Хильдеберт хотел успокоить прелатов, подав знак, что король проявляет интерес к религии и является достойным преемником Гунтрамна, который в основу своей пропаганды положил защиту христианства.
В остальном статьи «Постановления Хильдеберта» оригинальностью почти не отличаются. Они затрагивают довольно много предметов, от воровства до человекоубийства и от похищения до вопроса о статусе рабов. Часто это просто ссылки на прежние положения либо расширение последних.

### Смерть короля
«Хильдеберт II умер на четвёртом году после того, как унаследовал королевство Гунтрамна». Этой лапидарной фразой Фредегар сообщает о кончине сына Брунгильды, всегда выглядевшем во франкской политической жизни чрезвычайно блекло. Видимо, это событие случилось в последние дни 595 года или в самом начале следующего года. Павел Диакон уточнял, что короля на двадцать шестом году жизни, якобы, отравили вместе с его женой Файлевбой; но лангобардский историк сам признаёт, что это возможно только слух.
Если это событие столь мало заинтересовало хронистов, то потому, что они знали: исчезновение короля ничего не изменит в политической ситуации. Ни для кого не было тайной, что от имени сына королевством правила Брунгильда, и её власть ничуть не ослабела, когда она приняла регентство от имени внуков, Теодеберта II и Теодориха II, которым было соответственно десять и девять лет.
По неписаным законам меровингской династии смерть короля требовала справедливого раздела земель и фискальных ресурсов между сыновьями. Ради этого Хильдеберт составил завещание, и Брунгильда его выполнила. Государство Хильдеберта II вновь было разделено на две части: Теодеберт II получил Австразию со столицей в Меце, Теодорих II наследовал королевство Бургундию со столицей в Орлеане. Конечно, реально уния сохранилась, поскольку регентшей своих внуков в обоих королевствах вновь стала Брунгильда.

### Семья
- Неизвестная по имени наложница
  - Теодеберт II (586—612) — король Австразии
- Файлевба
  - Теодорих II (587—613) — король Бургундии
  - Теодолинда